# Žlunické polesí
Žlunické polesí je přírodní památka poblíž obce Sekeřice v okrese Jičín. Oblast spravuje Agentura ochrany přírody a krajiny ČR. Důvodem ochrany je zachování lesního komplexu s výskytem chráněných a ohrožených druhů rostlin. Rostou zde například třezalka chlupatá (Hypericum hirsutum), strdivka jednokvětá (Melica uniflora) atp. Vyskytují se zde dravci jako jestřáb či krahujec obecný (Accipiter nisus).